# Angadihalli, Belur
Angadihalli là một làng thuộc tehsil Belur, huyện Hassan, bang Karnataka, Ấn Độ.